# Nikos Zisis
Nikolaos „Nikos” Zisis (gr. Νικόλαος Ζήσης; ur. 16 sierpnia 1983 w Salonikach) – grecki koszykarz występujący na pozycjach rozgrywającego oraz rzucającego obrońcy.
15 lipca 2019 podpisał umowę z hiszpańskim Divina Seguros Juventutem Badalona.
17 stycznia 2020 dołączył po raz kolejny w karierze do greckiego AEK-u Ateny.

## Osiągnięcia
Na podstawie, o ile nie zaznaczono inaczej.

### Drużynowe
- Mistrz:
  - Euroligi (2008)
  - VTB (2008)
  - Grecji (2002)
  - Włoch (2006, 2010–2012)
  - Rosji (2008, 2009)
  - Niemiec (2016, 2017)
- Wicemistrz:
  - Eurocup (2013)
  - Euroligi (2009)
  - Grecji (2003, 2005)
- Brązowy medalista mistrzostw Rosji/VTB (2014)
- 3. miejsce w lidze greckiej (2021)
- 4. miejsce:
  - w Lidze Mistrzów (2019)
  - podczas mistrzostw Niemiec (2018)
- Zdobywca:
  - pucharu:
    - Grecji (2001, 2020)
    - Włoch (2007, 2010–2012)
    - Rosji (2014)
    - Niemiec (2017, 2019)

  - superpucharu:
    - Włoch (2007, 2010–2012)
    - Niemiec (2015)
- Finalista pucharu Rosji (2008)

### Indywidualne
- MVP:
  - pucharu:
    - Grecji (2020)
    - Niemiec (2019)[8]

  - II meczu półfinałów Eurocup (2013/14)
- Młody Zawodnik Roku FIBA Europa (2005)
- Najlepszy Młody Zawodnik ligi greckiej (2001)
- Uczestnik greckiego meczu gwiazd (2004, 2005)
- Klub:
  - Brose Bamberg zastrzegł należący do niego numer 6
  - XAN Saloniki zastrzegł jego koszulkę z jego numerem

### Reprezentacja
Seniorów
- Mistrz:
  - Europy (2005)
  - turnieju Akropolu (2004–2010, 2013)
  - Pucharu Stankovicia (2006)
- Wicemistrz:
  - świata (2006)
  - igrzysk śródziemnomorskich (2001)
- Brązowy medalista mistrzostw Europy (2009)
- Uczestnik:
  - mistrzostw Europy (2005, 2007 – 4. miejsce, 2009, 2011 – 6. miejsce, 2013 – 11. miejsce, 2015 – 5. miejsce)
  - mistrzostw świata (2006, 2010 – 11. miejsce, 2014 – 9. miejsce)
  - igrzysk olimpijskich (2004 – 5. miejsce, 2008 – 5. miejsce)
- MVP turnieju Akropolu (2013)

Młodzieżowe
- Mistrz Europy U–20 (2002)
- Wicemistrz:
  - Europy U–16 (1999)
  - turnieju Alberta Schweitzera (2000)
- Brązowy medalista mistrzostw Europy U–18 (2000)
- MVP Eurobasketu U–20 (2002)
- Zaliczony do I składu turnieju Alberta Schweitzera (2000)
- Lider strzelców Eurobasketu U–16 (1999)